# Patrick Corish
Patrick Joseph Corish (* 20. März 1921 in Ballycullane, County Wexford; † 10. Januar 2013) war ein irischer römisch-katholischer Theologe, Kirchenhistoriker und Priester.

## Leben
Er studierte ab 1939 am Maynooth College. Er wurde am 17. Juni 1945 in der College-Kapelle zum Priester geweiht, promovierte in Theologie und wurde 1947 zum Professor für Kirchengeschichte am Saint Patrick’s College in Maynooth ernannt. Zwanzig Jahre später, 1967, wurde er zum College-Präsidenten ernannt, diente aber nur ein Jahr vor der Wiederaufnahme seiner Tätigkeit als Professor für Kirchengeschichte. Er wurde von Jeremiah Newman als Präsident abgelöst.
In seiner Pensionierung freute er sich sehr über die Entwicklung des Steingartens, der Teil des ursprünglichen ummauerten Gartens im College war. 1984 trat er der Alpine Garden Society bei und züchtete im viertel Hektar großen Garten viele Pflanzen aus Samen.

## Schriften (Auswahl)
- (Hrsg.): Radicals, rebels and establishments. Papers read before the Irish Conference of Historians, Maynooth 16–19 June 1983. Belfast 1985, ISBN 0-86281-131-7.
- The Irish Catholic experience. A historical survey. Dublin 1986, ISBN 0-7171-1486-4.
- mit David C. Sheehy: Records of the Catholic church in Ireland. Dublin 1990, ISBN 0-7165-2698-0.
- Maynooth College 1795–1995. Dublin 1995, ISBN 0717122417.